# Deçaniklostret
Visoki Dečaniklostret (serbisk kyrilliska: Манастир Високи Дечани; latinska: Manastir Visoki Dečani; kyrkslaviska: Монасты́рь Высокїе Дечаны), eller Deçaniklostret (albanska: Manastiri i Deçanit), är ett serbiskt-ortodoxt kloster beläget 12 km söder om staden Peja i Kosovo.

## Historia
Klostret grundades 1327 av den serbiska kungen Stefan Uroš III, som därefter antog namnet Dečanski.  Kungen dog 1331 och ligger begraven i klostret. Byggnationen togs över av hans son Stefan Dušan och avslutades 1335. Väggarna målades först 1350.
Sedan 2004 är klostret på Unescos världsarvslista och det anses vara hotat av albanska extremister. Klostret är "ett av de mest värdefulla exemplen på den så kallade Palaeologiska renässansen i bysantinsk konst" och "ett värdefullt minne av livet på 1300-talet". Det vaktas dygnet runt av KFOR-soldater.
Klostrets katedral är den största medeltida kyrkan på Balkan och i klostret förvaras över 1 000 medeltida fresker och porträtt i bysantinsk stil, liksom viktiga skrifter från medeltiden och den osmanska tiden. De värdefullaste alstren flyttades till Serbien före Kosovokriget. Visoko Dečani antogs på Unescos världsarvslista 2004 och utökades med andra kloster till att ingå i medeltida monument i Kosovo, vilka anses vara i fara.

## Händelser
Den 30 mars 2007 hördes en explosion i närheten av klostret, vilket bekräftades av serbiska och internationella källor i Kosovo. Klostrets biskop, Teodosije, menade att det var fråga om en granatattack på klostret med avsikt att skrämma klostrets runt 30 munkar och KFOR-soldaterna.  Mellan 2000 och 2007 attackerades klostret sju gånger. 

## Galleri

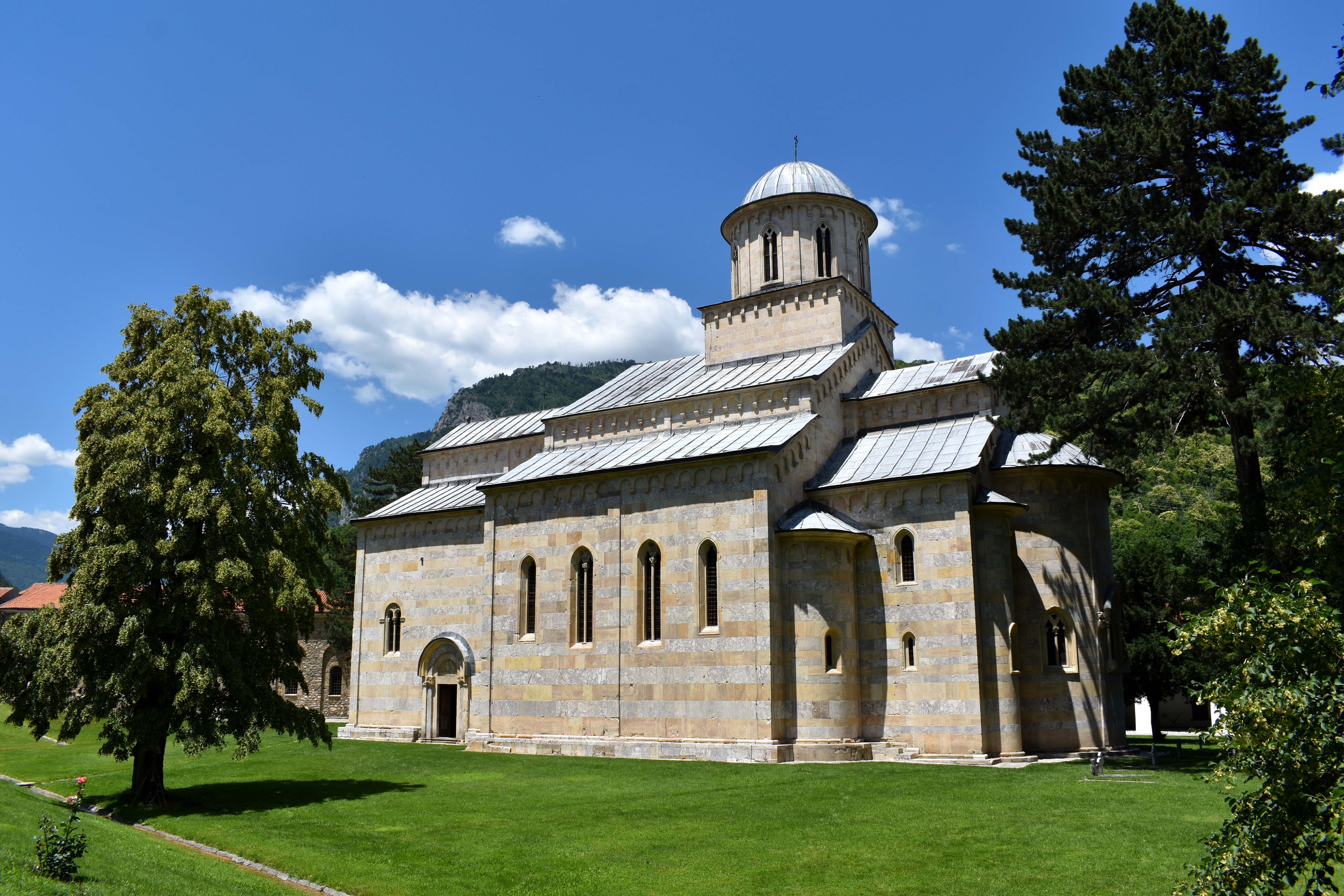
Baksidan.
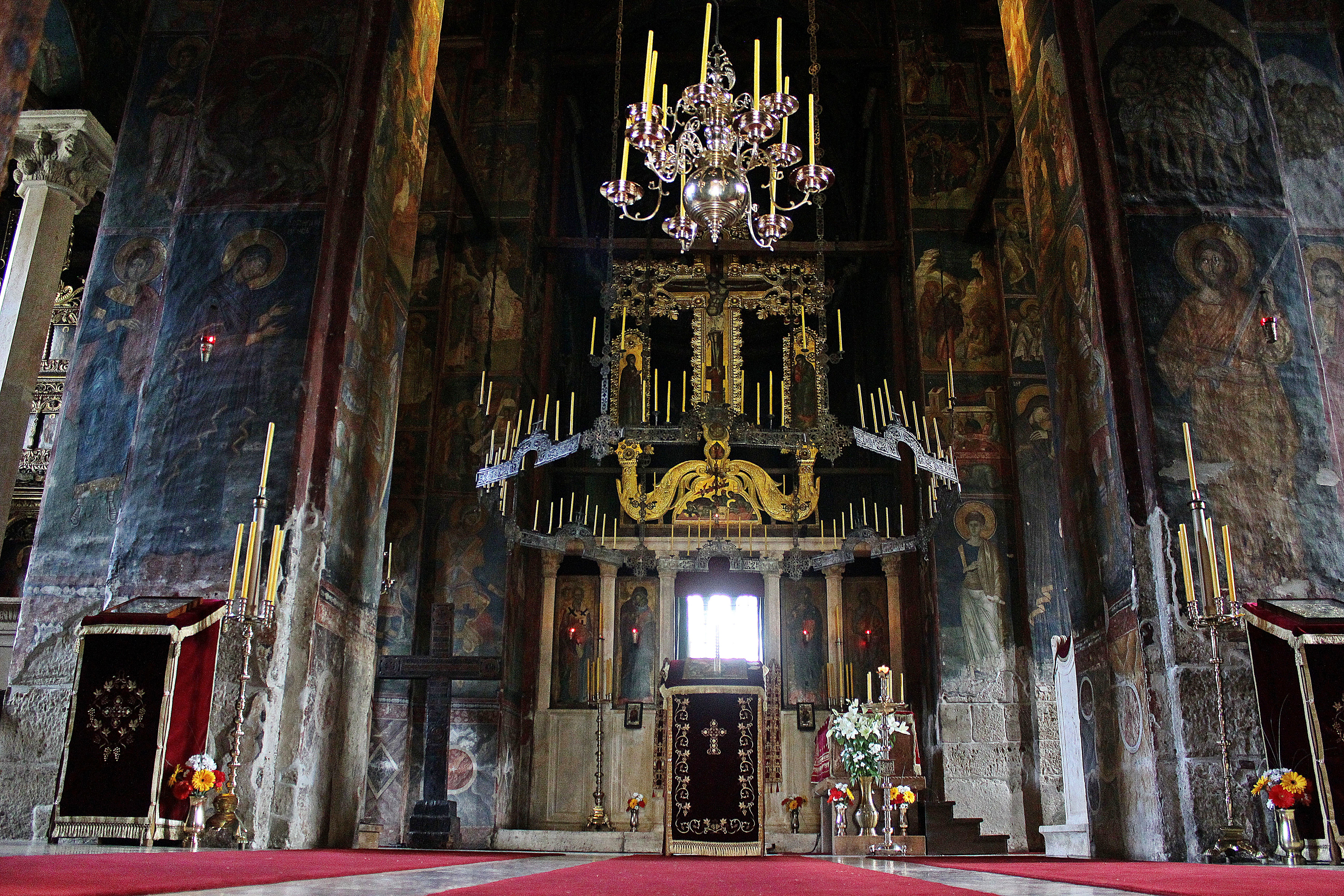
Klostrets interiör mot ikonostasen.
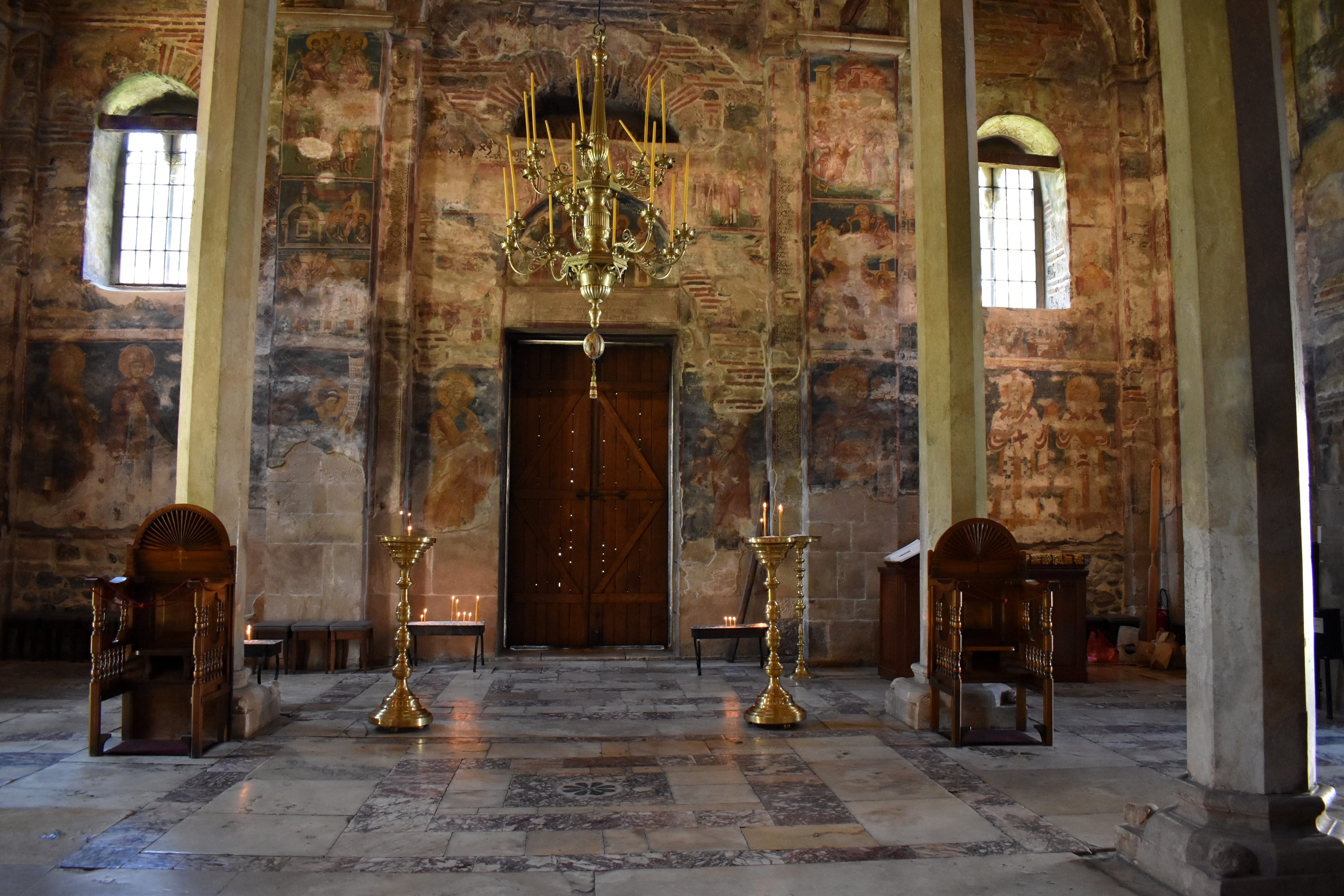
Interiör.
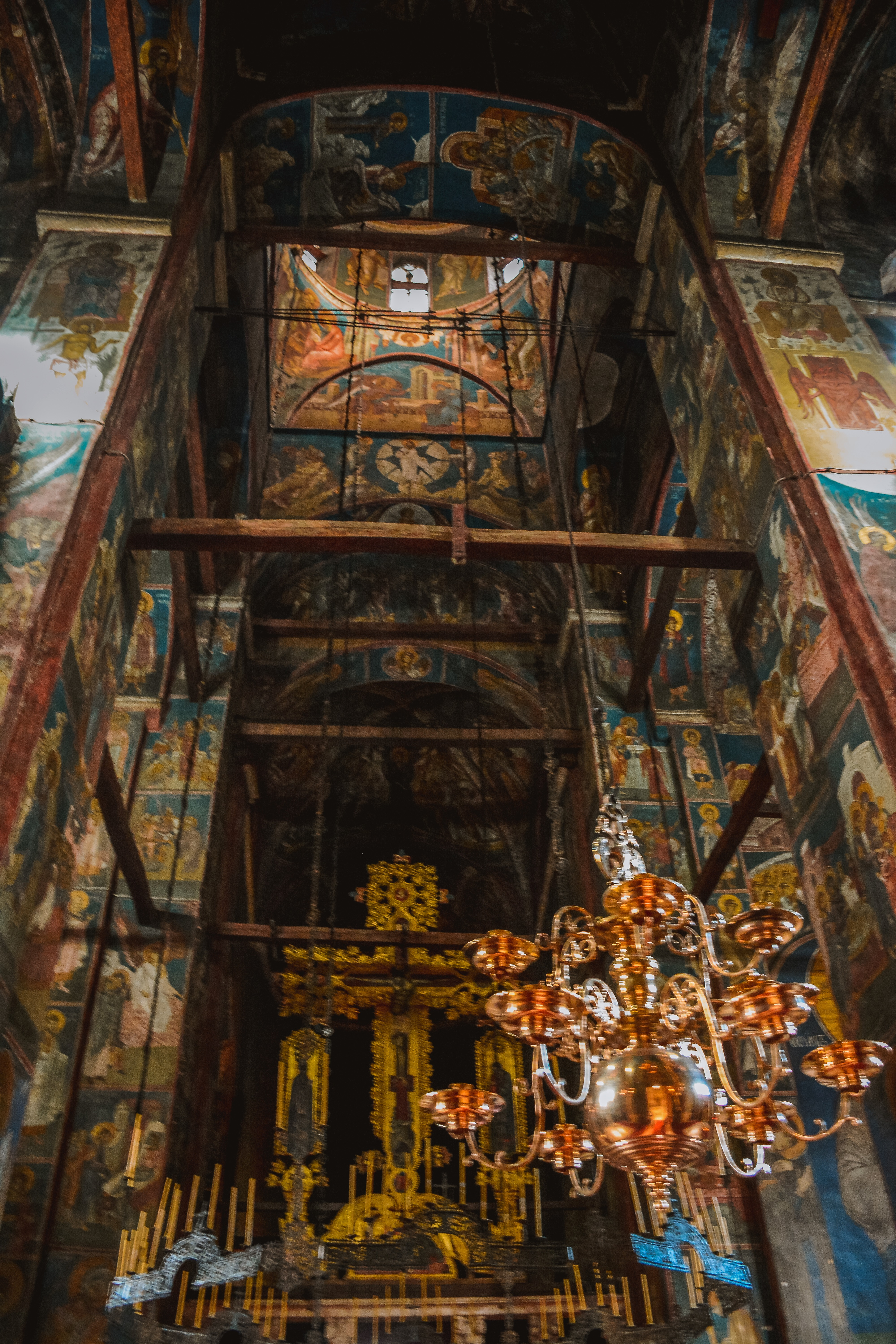
Interiör.
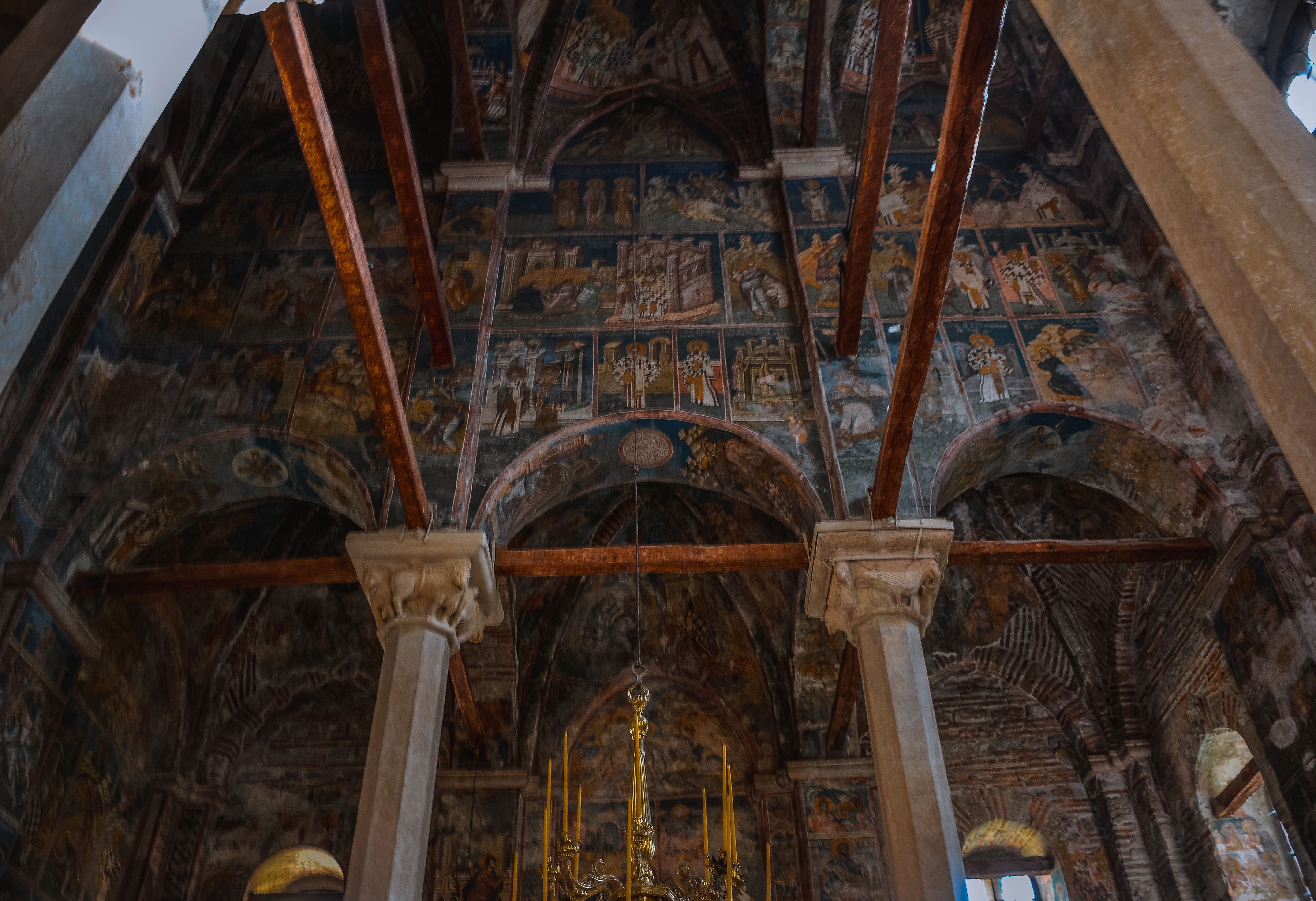
Interiör.
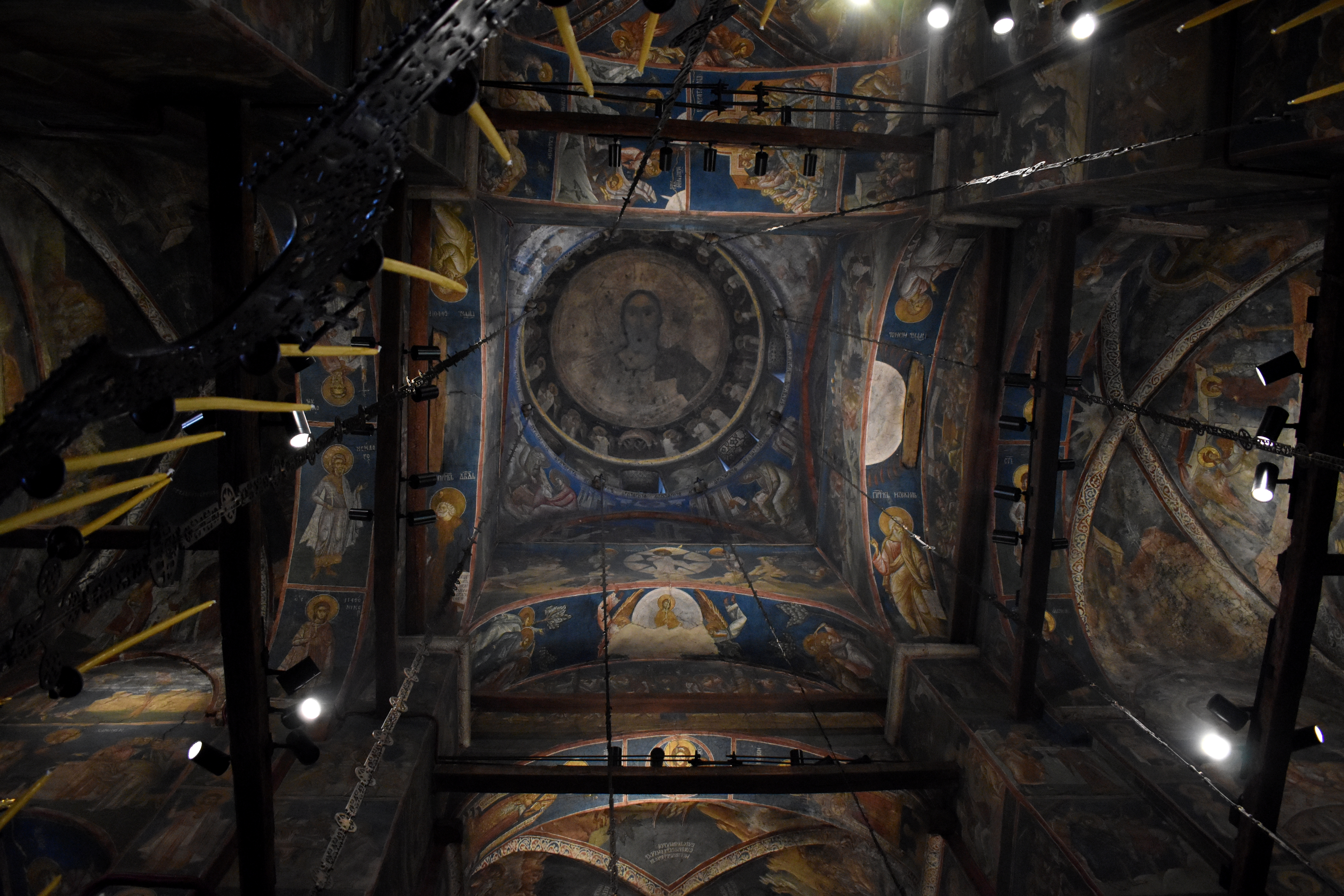
Kupolen inifrån.
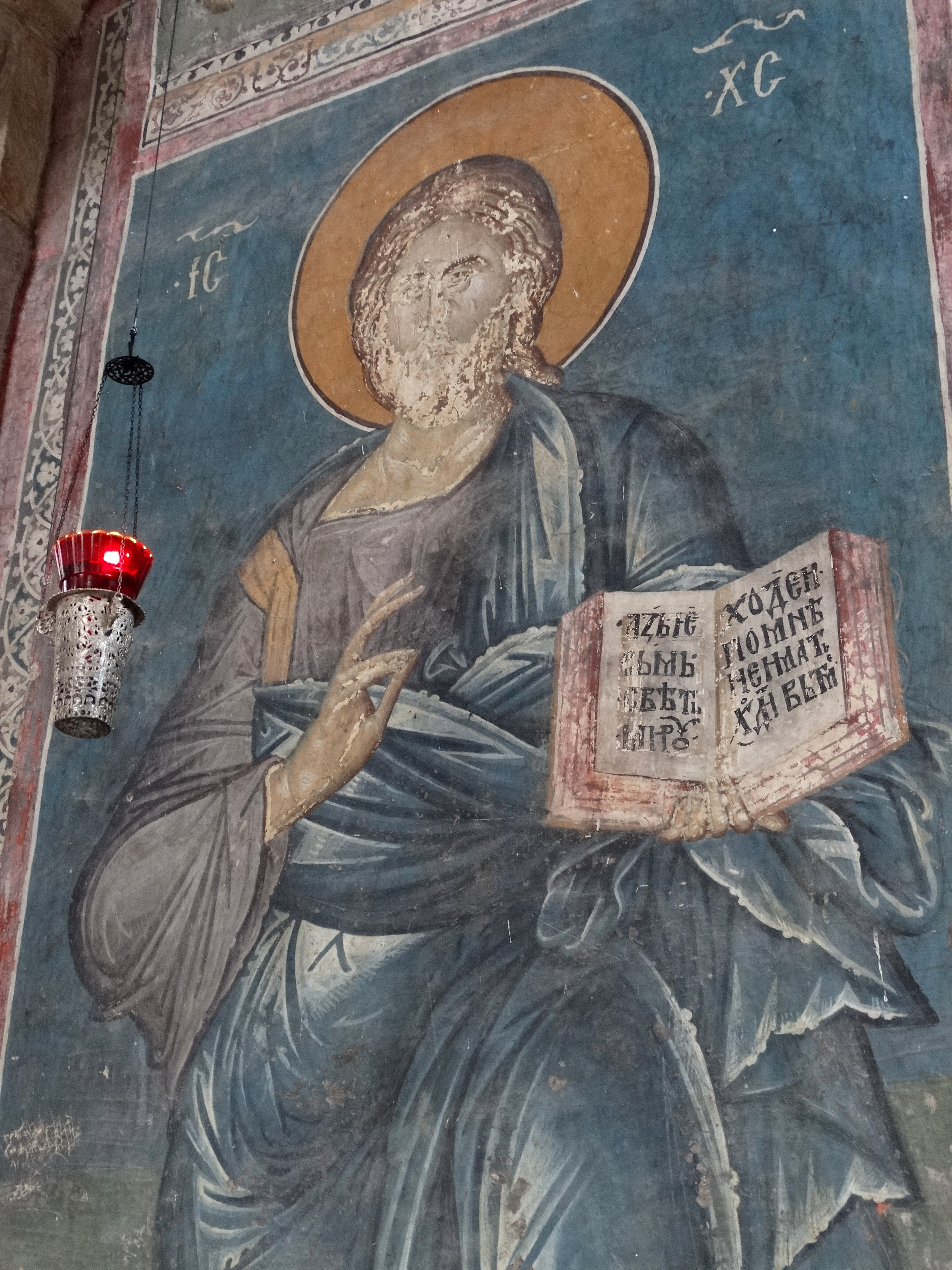
Fresk föreställande Jesus Kristus.